# Forskningsfusk
Forskningsfusk eller oredlighet i forskning alternativt ohederlighet i forskning är när forskare avsiktligt förvränger forskningsprocessen eller resultat från sin forskning. Forskningsfusk kan omfatta sådant som fabricering av data, plagiering av data eller publikationer, ohederligt urval av data, eller förvrängda tolkningar av data. Drivkrafterna för forskarna att göra detta är bland annat att göra karriär, bli berömd eller säkra forskningsfinansiering genom omfattande publicering eller intressanta resultat, eller bekvämlighet (eftersom det kan vara komplicerat och dyrt att genomföra experiment eller samla in data). I de flesta länder finns regler och granskningsorgan med syfte att åtgärda forskningsfusk.

## Definitioner och terminologi
Det finns olika definitioner av forskningsfusk, som skiljer sig mellan att vara vida eller snäva, respektive sluta eller öppna. National Academy of Sciences i USA var tidigt ute med en snäv definition som fokuserade på fabricering, förfalskning och plagiat (FFP). Vida definitioner omfattar mer än snäva definitioner. En förespråkare för en vid definition var britten Harold Hillman som använt begreppet parafraud för sådana oegentligheter som ligger utanför det som brukar bedömas av etablerade organ för granskning av forskningsfusk.
Slutna definitioner är tydliga med vad som anses utgöra forskningsfusk, och möjliggör för forskaren att i förväg veta om något faller inom ramen för forskningsfusk. Denna typ av förutsägbarhet bygger på ett juridiskt synsätt och bidrar till rättssäkerhet för den enskilde forskaren. En öppen definition är mindre tydlig, och gör det möjligt för ett granskningsorgan att kritisera sådant som anses strida mot god forskningspraxis även om man inte förutsett just denna typ av fusk. I USA har National Science Foundation förespråkat en öppen definition.
På svenska var forskningsfusk det begrepp som ursprungligen användes, och som dominerade till mitten av 1990-talet. Även efter dess har forskningsfusk fortsatt att vara det normala begreppet i populärvetenskapliga eller journalistiska sammanhang. Begreppet forskningsfusk har använts i parallell till engelskans research fraud, som var det vanliga begreppet vid denna tid och som bokstavligen betyder bedrägeri. Senare har det vanliga begreppet på engelska blivit research misconduct eller scientific misconduct, eftersom fraud-begreppet ansetts vara oflexibelt och även vara ett hårt begrepp att använda eftersom det även är en brottsrubricering. I Sverige fastnade kommittén om forskningsetik, en offentlig utredning, 1999 för begreppet oredlighet i forskning, som sedan dess har varit det vanligaste begreppet i regelverk och formella sammanhang. Under en period var ohederlighet i forskning ett vanligt använt begrepp och även oegentlighet i forskning har förekommit.

## Historik
Även om olika former av fusk i samband med forskning är kända sedan lång tid, var det i USA som den moderna debatten kring forskningsfusk tog sin början, och olika organ inrättades för att hantera problemet. Uppmärksamheten gällde inte minst medicinsk forskning, sannolikt för att konsekvenserna av fusk inom det området ansågs särskilt allvarliga.
I flera länder i norra Europa fick frågan uppmärksamhet under 1990-talet, och nationella organ för att utreda forskningsfusk inrättades vid denna period i flera länder efter förebild från USA. I Sverige bildades en expertgrupp för utredning av fusk och ohederlighet inom forskningen vid Medicinska forskningsrådet (MFR) vid årsskiftet 1996/1997.

## Sverige
En lag om forskningsfusk trädde i kraft 2020-01-01 och innehåller bestämmelser om forskares och forskningshuvudmäns ansvar för att forskning utförs i enlighet med god forskningssed. Den innehåller också bestämmelser om förfarandet vid prövning av frågor om oredlighet i forskning.
Lagen definierar dels forskningshuvudman som en statlig myndighet, fysisk eller juridisk person inom vars verksamhet forskning utförs och dels oredlighet i forskning som en allvarlig avvikelse från god forskningssed i form av fabricering, förfalskning eller plagiering som begås med uppsåt eller av grov oaktsamhet vid planering, genomförande eller rapportering av forskning. Forskningshuvudmannen är skyldig att överlämna misstankar om oredlighet i forskning till Nämnden för prövning av oredlighet i forskning. Nämnden kan även på eget initiativ pröva frågor som den fått kännedom om på annat sätt, exempelvis genom anmälan direkt till nämnden.
Lagen är inte heltäckande för alla former av oegentligheter inom forskning utan får vid exempelvis förfaranden som uppfattas som omoraliska kompletteras med "Den europeiska kodexen för forskningens integritet" som utarbetats av European Federation of Academies of Sciences and Humanities (ALLEA). Någon stor preventiv effekt rent juridiskt bedöms den nya lagen knappast få, då juridiska sanktioner saknas, utan verkan blir indirekt genom att akademier allmänt förebygger forskningsfusk, genom en kultur där fusk överhuvud taget inte är tänkbar. Sanktionerna blir då indirekta genom dåligt rykte som medför svårigheter att publicera sina rön, indragna anslag, administrativa åtgärder med mera som försvårar forskningskarriären.
Tidigare hanterade universitet och högskolor i Sverige själva misstänkta fall av forskningsfusk och enligt högskoleförordningen var rektor skyldig att utreda misstänkt fusk. Därutöver fanns en expertgrupp för oredlighet i forskning vid Centrala etikprövningsnämnden (CEPN), som kunde yttrade sig i fall av misstänkt forskningsfusk. Detta skedde på begäran från respektive universitet eller högskola. CEPN hade denna uppgift sedan 1 januari 2010. Före dess sköttes motsvarande syssla av Vetenskapsrådet, som 2002 inrättade en expertgrupp för frågor om oredlighet i forskningen.

## Uppmärksammade fall av forskningsfusk
- Paolo Macchiarini, italiensk medicinsk forskare och kirurg verksam i bland annat Italien, Spanien och Sverige, uppmärksammades från 2016 till 2023.
- Jan Hendrik Schön, tysk fysiker, uppmärksammades 2002.
- Jon Sudbø, norsk medicinsk forskare, uppmärksammades 2006.
- Uppgifter om autism och MPR-vaccin i Lancet, uppmärksammades 2004.